# میکائلا رمتزوتی
میکائلا رمتزوتی (ایتالیایی: Micaela Ramazzotti؛ زادهٔ ۱۷ ژانویهٔ ۱۹۷۹) هنرپیشه اهل ایتالیا است.
از فیلم‌های او می‌توان به من ناپلئون را کشتم و منشی‌های طبقه ششم اشاره کرد.

## جوایز
- جایزه انجمن ملی فیلم ایتالیا بهترین بازیگر زن (۲۰۱۰)
- جایزه انجمن ملی فیلم ایتالیا بهترین نقش مکمل بازیگر زن (۲۰۱۵)
- جایزه دیوید دی دوناتلو بهترین بازیگر زن (۲۰۱۰)